# Tylodesmus albus
Tylodesmus albus är en mångfotingart som beskrevs av Chamberlin 1952. Tylodesmus albus ingår i släktet Tylodesmus och familjen Chelodesmidae. Inga underarter finns listade i Catalogue of Life.